# Quartetto per archi n. 1 (Janáček)
Il Quartetto n. 1 di Leoš Janáček, detto Sonata a Kreutzer, fu composto in un breve lasso di tempo nell'autunno del 1923 e deve la sua ispirazione al romanzo Sonata a Kreutzer di Lev Tolstoj. Janáček aveva già composto fra il 1908 ed il 1909 un Trio per pianoforte ed archi in tre movimenti, andato perduto, anch'esso ispirato al romanzo di Tolstoj.
La prima esecuzione del quartetto, affidata al Quartetto Ceco, fu il 17 ottobre 1924 al Mozarteum di Praga, durante un concerto della Società per la Musica Contemporanea (Spolek pro moderní hudbu).
Il quartetto si presenta in quattro movimenti, tuttavia rinuncia alla forma classica ed ogni movimento propone in maniera quasi ossessiva numerosi piccoli frammenti di carattere contrastante.

## Discografia
- Quartetto Panocha (Supraphon SU 3906-2)
- Quartetto Pavel Haas (Supraphon SU 3922-2)
- Quartetto Janáček (Supraphon Archiv SU 3460-2)
- Quartetto Martinů (ArcoDiva UP 0036-2131)
- Quartetto Škampa (Supraphon SU 3486-2131)
- Quartetto Smetana (BBC 93615)
- Quartetto Pražák (Praga PRD 250108) (1997)
- Quartetto Melos (Harmonia Mundi HMG 501380))
- Quartetto Vlach (Naxos 8.553895)[2]
- Quartetto Alban Berg (EMI 2-08121-2)
- Quartetto Takács (Hypérion A67997)